# JJ Peters

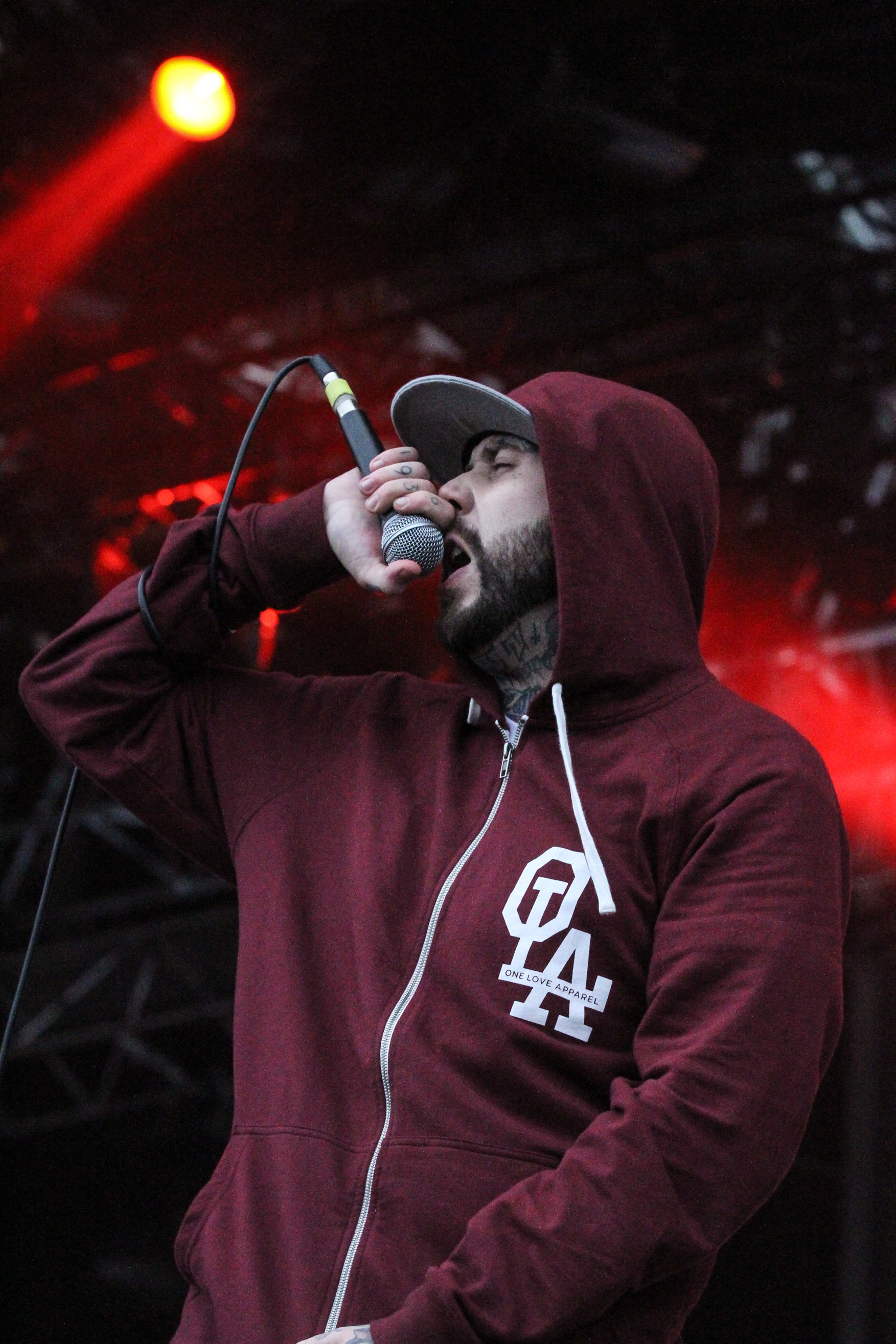
JJ Peters auf dem With Full Force 2013

Joseph John W Peters, oder alternativ auch JJ Peters (* 23. Juni 1982), ist ein australischer Rockmusiker. Er war zwischen 2000 und 2007 sowie zwischen 2011 und 2013 Schlagzeuger in der Metalcore-Band I Killed the Prom Queen. Er gründete 2007, während der Pause von I Killed the Prom Queen, das Hardcore-Punk-Projekt Deez Nuts, das inzwischen seine Hauptband geworden ist.
Mit I Killed the Prom Queen veröffentlichte er zwei Alben, sowie zwei EPs, eine Split-CD (mit Parkway Drive) und ein Live-Album. Mit seinem anfänglich als Musikprojekt gegründete Band, Deez Nuts, produzierte er eine Demo, eine EP und fünf Studioalben.
Peters ist überzeugter Veganer. Gemeinsam mit Ahren Stringer von The Amity Affliction startete Peters eine Kleidungskollektion, die One Love Apparel heißt.